# Středoněmecké fotbalové mistrovství
Středoněmecké fotbalové mistrovství (německy: Mitteldeutsche Fußballmeisterschaft) byla nejvyšší fotbalová soutěž pořádající se na území Saska, Saska-Anhaltska a Durynska. Soutěž pořádala asociace Verband Mitteldeutscher Ballspiel-Vereine (VMBV).

## Přehled
Německý fotbal byl od počátků organizován do jednotlivých regionálních svazů, které měli své vlastní soutěže. Ty existovaly ještě před vznikem prvního německého celostátního mistrovství v roce 1903. Právě vítězové (později i vicemistři) různých regionálních soutěží postupovaly do celostátní soutěže, která trvala necelý měsíc, v níž se pak kluby utkaly vyřazovacím způsobem. Zde je seznam regionálních soutěží až do jejich zrušení nacistickou stranou v roce 1933:
- Baltské fotbalové mistrovství – založené v roce 1908
- Braniborské fotbalové mistrovství – založené v roce 1898
- Jihoněmecké fotbalové mistrovství – založené v roce 1898
- Severoněmecké fotbalové mistrovství – založené v roce 1906
- Fotbalové mistrovství Severovýchodního Německa – založené v roce 1906
- Středoněmecké fotbalové mistrovství – založené v roce 1902
- Západoněmecké fotbalové mistrovství – založené v roce 1903

## Nejlepší kluby v historii – podle počtu titulů
| Vítězové nejvyšší ligové soutěže |        |                                                                  |
| Klub                             | Tituly | Vítězné ročníky                                                  |
| VfB Leipzig                      | 11     | 1903, 1904, 1906, 1907, 1910, 1911, 1913, 1918, 1920, 1925, 1927 |
| Dresdner SC                      | 6      | 1905, 1926, 1929, 1930, 1931, 1933                               |
| SpVgg 1899 Leipzig-Lindenau      | 4      | 1912, 1914, 1922, 1924                                           |
| SC Wacker Leipzig                | 2      | 1902, 1908                                                       |
| Hallescher FC 1896               | 2      | 1917, 1919                                                       |
| FC Wacker Halle                  | 2      | 1921, 1928                                                       |
| SC Erfurt                        | 1      | 1909                                                             |
| FC Eintracht Leipzig             | 1      | 1916                                                             |
| SV Guts Muts Dresden             | 1      | 1923                                                             |
| PSV Chemnitz                     | 1      | 1932                                                             |

## Vítězové jednotlivých ročníků
| Mitteldeutsche Fußballmeisterschaft (1902–1933)           |                                 |                                 |                           |
| Ročník                                                    | Středoněmecký mistr             | Umístění v německém mistrovství | Německý mistr             |
| 1901–1902                                                 | SC Wacker Leipzig (1)           | nekonalo se                     | nekonalo se               |
| 1902–1903                                                 | VfB Leipzig (1)                 | Vítěz                           | VfB Leipzig               |
| 1903–1904                                                 | VfB Leipzig (2)                 | Finále                          | nikdo                     |
| 1904–1905                                                 | Dresdner SC (1)                 | Semifinále                      | Union 92 Berlin           |
| 1905–1906                                                 | VfB Leipzig (3)                 | Vítěz                           | VfB Leipzig               |
| 1906–1907                                                 | VfB Leipzig (4)                 | Semifinále                      | Freiburger FC             |
| 1907–1908                                                 | SC Wacker Leipzig (2)           | Semifinále                      | Berliner TuFC Viktoria 89 |
| 1908–1909                                                 | SC Erfurt (1)                   | Semifinále                      | Karlsruher FC Phönix      |
| 1909–1910                                                 | VfB Leipzig (5)                 | Čtvrtfinále                     | Karlsruher FV             |
| 1910–1911                                                 | VfB Leipzig (6)                 | Finále                          | Berliner TuFC Viktoria 89 |
| 1911–1912                                                 | SpVgg 1899 Leipzig-Lindenau (1) | Semifinále                      | Holstein Kiel             |
| 1912–1913                                                 | VfB Leipzig (7)                 | Vítěz                           | VfB Leipzig               |
| 1913–1914                                                 | SpVgg 1899 Leipzig-Lindenau (2) | Čtvrtfinále                     | SpVgg Fürth               |
| • Středoněmecké mistrovství se v sezóně 1914/15 nekonalo. |                                 |                                 |                           |
| 1915–1916                                                 | FC Eintracht Leipzig (1)        | nekonalo se                     | nekonalo se               |
| 1916–1917                                                 | Hallescher FC 1896 (1)          | nekonalo se                     | nekonalo se               |
| 1917–1918                                                 | VfB Leipzig (8)                 | nekonalo se                     | nekonalo se               |
| 1918–1919                                                 | Hallescher FC 1896 (2)          | nekonalo se                     | nekonalo se               |
| 1919–1920                                                 | VfB Leipzig (9)                 | Čtvrtfinále                     | 1. FC Norimberk           |
| 1920–1921                                                 | FC Wacker Halle (1)             | Semifinále                      | 1. FC Norimberk           |
| 1921–1922                                                 | SpVgg 1899 Leipzig-Lindenau (3) | Čtvrtfinále                     | žádný                     |
| 1922–1923                                                 | SV Guts Muts Dresden (1)        | Čtvrtfinále                     | Hamburger SV              |
| 1923–1924                                                 | SpVgg 1899 Leipzig-Lindenau (4) | Semifinále                      | 1. FC Norimberk           |
| 1924–1925                                                 | VfB Leipzig (10)                | Osmifinále                      | 1. FC Norimberk           |
| 1925–1926                                                 | Dresdner SC (2)                 | Osmifinále                      | SpVgg Fürth               |
| 1926–1927                                                 | VfB Leipzig (11)                | Čtvrtfinále                     | 1. FC Norimberk           |
| 1927–1928                                                 | FC Wacker Halle (2)             | Osmifinále                      | Hamburger SV              |
| 1928–1929                                                 | Dresdner SC (3)                 | Osmifinále                      | SpVgg Fürth               |
| 1929–1930                                                 | Dresdner SC (4)                 | Semifinále                      | Hertha BSC                |
| 1930–1931                                                 | Dresdner SC (5)                 | Osmifinále                      | Hertha BSC                |
| 1931–1932                                                 | PSV Chemnitz (1)                | Čtvrtfinále                     | FC Bayern Mnichov         |
| 1932–1933                                                 | Dresdner SC (6)                 | Osmifinále                      | Fortuna Düsseldorf        |